# Psamathocrita dalmatinella
Psamathocrita dalmatinella is een vlinder uit de familie tastermotten (Gelechiidae). De wetenschappelijke naam is voor het eerst geldig gepubliceerd in 2000 door Huemer & Tokar.
De soort komt voor in Europa.